# Antonio Cioffi
Antonio Cioffi (Maddaloni, Caserta, Italia, 19 de diciembre de 2002) es un futbolista italiano. Juega de extremo izquierdo y su equipo es el U. S. Livorno 1915 de la Serie C de Italia, siendo cedido por el S. S. C. Napoli.

## Trayectoria
Formado en la cantera del S. S. C. Napoli, con el equipo juvenil azzurro participó en el Torneo Primavera y la Liga Juvenil de la UEFA. El 17 de enero de 2021, con 18 años recién cumplidos, debutó con el primer equipo ante la Fiorentina, en un partido que terminó con un contundente 6 a 0 en favor de los napolitanos, sustituyendo a Lorenzo Insigne en el minuto 78.
En la temporada 2022-23 jugó cedido en el Pontedera de la Serie C (tercer nivel del fútbol italiano). En agosto de 2023 fue cedido al Ancona, en julio de 2024 al Rimini y en agosto de 2025 al Livorno, todos equipos de Serie C.

## Estadísticas

### Clubes
Actualizado al último partido disputado el 14 de mayo de 2025.
| Club                     | Div.          | Temporada     | Liga  | Liga  | Copa  | Copa  | Internacional | Internacional | Total | Total |
| Club                     | Div.          | Temporada     | Part. | Goles | Part. | Goles | Part.         | Goles         | Part. | Goles |
| ------------------------ | ------------- | ------------- | ----- | ----- | ----- | ----- | ------------- | ------------- | ----- | ----- |
| S. S. C. Napoli · Italia | 1.ª           | 2020-21       | 1     | 0     | 0     | 0     | 0             | 0             | 1     | 0     |
| S. S. C. Napoli · Italia | 1.ª           | 2021-22       | 0     | 0     | 1     | 0     | 0             | 0             | 1     | 0     |
| S. S. C. Napoli · Italia | Total Napoli  | Total Napoli  | 1     | 0     | 1     | 0     | 0             | 0             | 2     | 0     |
| U. S. Pontedera · Italia | 3.ª           | 2022-23       | 33    | 7     | 1     | 0     | 0             | 0             | 34    | 7     |
| U. S. Ancona · Italia    | 3.ª           | 2023-24       | 30    | 0     | 1     | 0     | 0             | 0             | 31    | 0     |
| Rimini F. C. · Italia    | 3.ª           | 2024-25       | 27    | 3     | 6     | 2     | 0             | 0             | 33    | 5     |
| U. S. Livorno · Italia   | 3.ª           | 2025-26       | 0     | 0     | 0     | 0     | 0             | 0             | 0     | 0     |
| Total carrera            | Total carrera | Total carrera | 91    | 10    | 9     | 2     | 0             | 0             | 100   | 12    |